# Daniele Orsato
Daniele Orsato (Vicenza, Itália, 23 de novembro de 1975) é um ex árbitro de futebol italiano. Pertence ao quadro de árbitros da FIFA e da FIF, desde 2004 é considerado um dos melhores do seu país e dos mais premiados em sua profissão.